# Scinax villasboasi
Espèce
Scinax villasboasi est une espèce d'amphibiens de la famille des Hylidae.

## Répartition
Cette espèce est endémique de l’État du Pará au Brésil. Elle se rencontre dans la Serra do Cachimbo.

## Description
Les mâles mesurent de 16,7 à 20,0 mm, le mâle holotype mesure 19,2 mm.

## Étymologie
Cette espèce est nommée en l'honneur d'Orlando Villas Bôas (1914–2002).

## Publication originale
- Brusquetti, Jansen, Barrio-Amorós, Segalla & Haddad, 2014 : Taxonomic review of Scinax fuscomarginatus (Lutz, 1925) and related species (Anura; Hylidae). Zoological Journal of the Linnean Society, vol. 171, p. 783–821.